# Gossersweiler-Stein
Gossersweiler-Stein település Németországban, Rajna-vidék-Pfalz tartományban. Lakosainak száma 1434 fő (2023. december 31.).

## Népesség
A település népességének változása:
| Lakosok száma | 1271 | 1391 | 1380 | 1411 | 1423 | 1434 |
|               | 1975 | 2017 | 2019 | 2021 | 2022 | 2023 |